# This Is Goodbye
This Is Goodbye es el segundo álbum de estudio de la banda sueca de metalcore Imminence. Fue lanzado el 31 de marzo de 2017 a través de Arising Empire y fue producido por la banda.

## Recepción
El álbum recibió críticas en su mayoría positivas, pero también críticas mixtas de varios críticos. Depth elogió el álbum diciendo: "Imminence ha creado algo realmente poderoso con This Is Goodbye. El álbum es una colección de canciones con el corazón poderosamente desnudo, que se mueve entre el sonido de rock fuerte del estadio y ritmos de baile. Realmente han mostrado su versatilidad, al igual que se propusieron hacer y han definido un sonido propio a partir del cual continuar su evolución como músicos excepcionales."
Louder Sound le dio al álbum una crítica ligeramente negativa y afirmó: "Una banda tan joven aún podría encontrar una gran audiencia con su combinación de metal y pop. Pero según esta evidencia, la fórmula necesita un trabajo considerable".
La revista New Noise le dio al álbum un 2,5 sobre 5 y declaró: "Sin embargo, el talento está ahí para algo cercano a la grandeza para Imminence, y considerando lo pegadizo (aunque olvidable) que es a veces This Is Goodbye, esperemos que esto no sea así". This Is Goodbye, esperemos que este sea el comienzo de un nuevo y convincente capítulo para el joven grupo sueco".

## Lista de canciones
Todas las canciones escritas y compuestas por Imminence. 
| N.º | Título                       | Duración |  |
| 1.  | «This Is Goodbye»            | 3:42     |  |
| 2.  | «Diamonds»                   | 4:02     |  |
| 3.  | «Broken Love»                | 4:07     |  |
| 4.  | «Coming Undone»              | 3:57     |  |
| 5.  | «Up»                         | 4:34     |  |
| 6.  | «Daggers»                    | 3:47     |  |
| 7.  | «Cold as Stone»              | 4:00     |  |
| 8.  | «Keep Me»                    | 3:55     |  |
| 9.  | «Not a Rescue»               | 4:00     |  |
| 10. | «Ivory Black»                | 4:02     |  |
| 11. | «Desert Place»               | 4:00     |  |
| 12. | «Diamonds» (acústico)        | 3:56     |  |
| 13. | «Keep Me» (acústico)         | 3:54     |  |
| 14. | «This Is Goodbye» (acústico) | 4:23     |  |

## Personal
Imminence
- Eddie Berg - voz principal, violín, arreglos
- Harald Barret – guitarra principal, coros, guitarra acústica, arreglos
- Alex Arnoldsson - guitarra rítmica
- Max Holmberg – bajo
- Peter Hanström – batería